# Rourea suerrensis
Rourea suerrensis är en tvåhjärtbladig växtart som beskrevs av John Donnell Smith. Rourea suerrensis ingår i släktet Rourea och familjen Connaraceae. Inga underarter finns listade i Catalogue of Life.